# Казарса-делла-Деліція
Казарса-делла-Деліція (італ. Casarsa della Delizia, вен. Casarsa deła Dełisia) — муніципалітет в Італії, у регіоні Фріулі-Венеція-Джулія,  провінція Порденоне.
Казарса-делла-Деліція розташована на відстані близько 460 км на північ від Рима, 85 км на північний захід від Трієста, 13 км на схід від Порденоне.
Населення — 8608 осіб (2014).

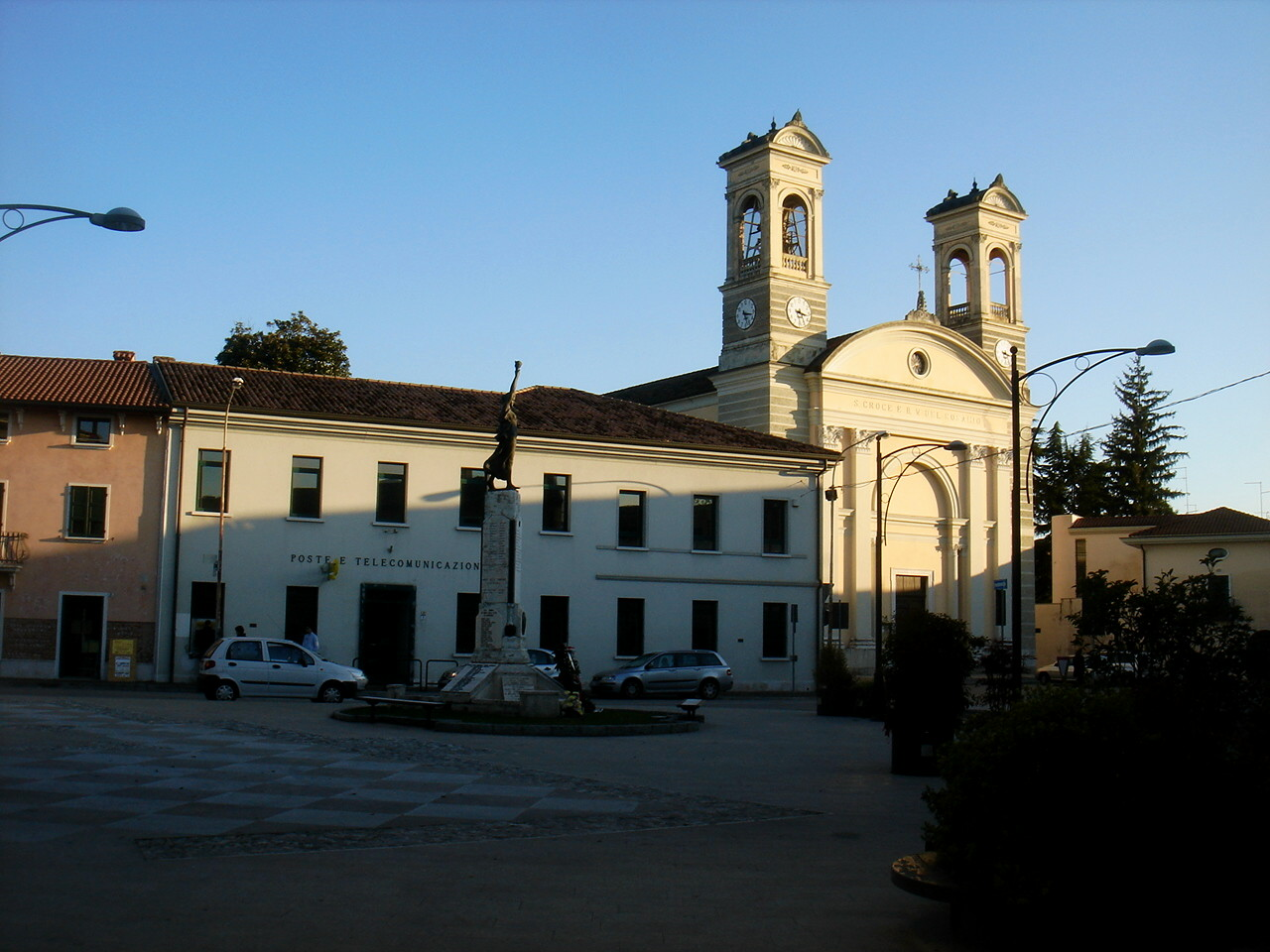

Щорічний фестиваль відбувається 16 серпня (fino al 1996), 7 жовтня. Покровитель — святий Рох (patrono storico, fino al 1996), Beata Vergine del Rosario.

## Демографія
Населення за роками:

Станом на 1 січня 2023 року в муніципалітеті офіційно проживало 970 іноземців з 55 країн, серед них 217 громадян країн Євросоюзу та 27 громадян України.

## Сусідні муніципалітети
- Вальвазоне-Арцене
- Фьюме-Венето
- Сан-Віто-аль-Тальяменто
- Цоппола